# Diadelia lineigera
Diadelia lineigera là một loài bọ cánh cứng trong họ Cerambycidae.